# الانتخابات التشريعية الإسرائيلية 2019 (سبتمبر)

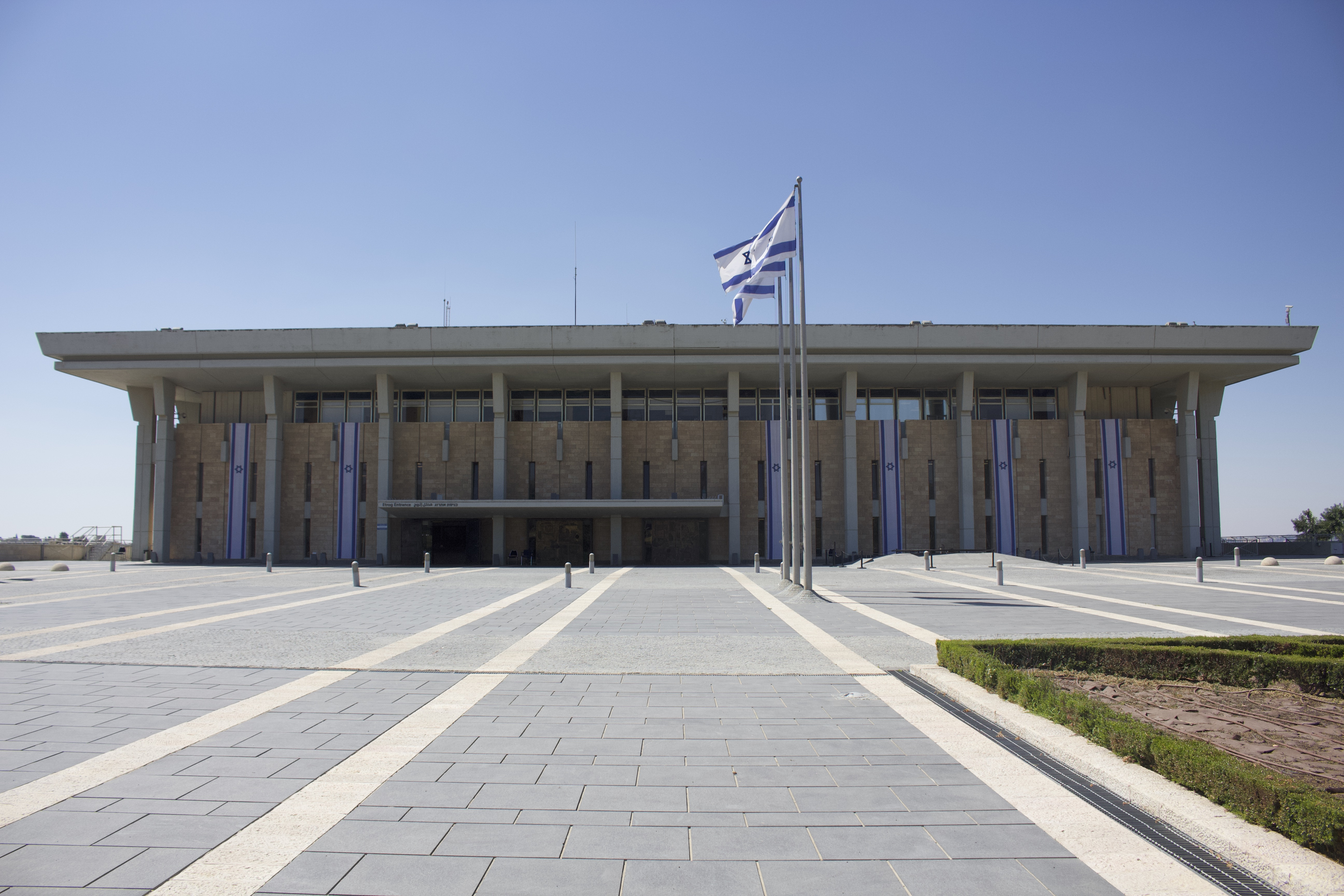
الكنيست الاسرائيلية

الانتخابات التشريعية الإسرائيلية في 17 سبتمبر 2019، هي الانتخابات الثانية والعشرون لكنيست إسرائيل، وهي الانتخابات التشريعية المبكرة الثانية التي تعقد في إسرائيل في نفس العام. حيث أعلن عن عقدها وعن حل الكنيست الواحد والعشرون بعد ان فشل بينيامين نتنياهو في تشكيل ائتلاف حكومي بعد أقل من شهرين من الانتخابات السابقة والتي عقدت في 9 أبريل 2019.
أظهرت النتائج النهائية حصول حزب “ازرق ابيض” على 33 مقعداً، و32 مقعدا لليكود. وفاز تحالف “القائمة المشتركة” للأحزاب ذات الأغلبية العربية ب13 مقعدا، يليه حزب “شاس” مع 9 مقاعد، و”يهدوت هتوراة” مع 7 مقاعد. كما حصل “يسرائيل بيتينو” بزعامة أفيغدور ليبرمان على 8 مقاعد. وحصل “يمينا” بقيادة ايليت شكد على 7 مقاعد، وحزب العمل-غيشر 6 مقاعد، والمعسكر الديمقراطي (تحالف ميرتس وايهود براك) 5 مقاعد.
تعتبر نتائج الانتخابات هزيمة لنتنياهو، الا ان تركيبة الكنيست التي افرزتها هذه الانتخابات لم تحقق وصول أي من الحزبين إلى ائتلاف يضمن غالبية 61 مقعداً على الاقل من اصل 120. في اعقاب ذلك عرض رئيس الدولة رؤوفن ريفلين على الحزبين الأكبر دخول حكومة وحدة وطنية الا ان المفاوضات الاولية لم تثمر أي اتفاق، وفي 25 سبتمبر 2019، القى ريفلين على نتنياهو مهمة تشكيل الحكومة اولاً، وذلك وفق التوصيات التي حصل عليها كل مرشح لدى رئيس الدولة، حيث حصل نتنياهو على توصية 55 نائباً به، مقابل 54 نائباً قاموا بالتوصية على بيني غانتس، وهذا بعد انسحاب 3 أعضاء من القائمة المشتركة من التوصية على غانتس، فيما لم يوصي حزب إسرائيل بيتنا بقيادة ليبرمان على أي منهما.

## معطيات عامة حول انتخابات الكنيست الـ 22
معطياتحول التصويت وفق احصاء لجنة الانتخابات المركزية:
| عدد اصحاب حق الاقتراع | عدد المصوتين | نسبة التصويت العامة | عدد الاصوات الصالحة | عدد الاصوات اللاغية |
| --------------------- | ------------ | ------------------- | ------------------- | ------------------- |
| 6,394,030             | 4,458,167    | 69.72%              | 4,430,566           | 27,601              |

| المعطيات مستقاة من سجل الناخبين (أ) وصحيحة ليوم بدء سريان السجل: يوم الأحد الموافق 2 حزيران 2019. |         |
| عدد أصحاب حق الاقتراع                                                                             | 6395396 |
| عدد صناديق الاقتراع العادية                                                                       | 10915   |
| إجمالي صناديق الاقتراع                                                                            | 11163   |
| عدد صناديق الاقتراع في الممثليات الإسرائيلية في الخارج (موعد التصويت في الخارج – 5 أيلول 2019)    | 97      |
| عدد صناديق الاقتراع الخاصة لمحدودي الحركة                                                         | 2226    |

## تقسيم الاصوات والمقاعد
جاء تقسيم الاصوات الصالحة للقوائم التي اجتازت نسبة الحسم على النحو التالي:
| الحزب                                                                                      | عدد المقاعد | النسبة | عدد الاصوات |
| ازرق ابيض- (كحول لفان) بقيادة بني غانتس                                                    | 33          | 25.95% | 1,151,214   |
| الليكود بقيادة بنيامين نتنياهو                                                             | 32          | 25.10% | 1,113,617   |
| القائمة المشتركة                                                                           | 13          | 10.60% | 470,211     |
| شاس                                                                                        | 9           | 7.44%  | 330,199     |
| اسرائيل بيتنا بقيادة افيغدور ليبرمان                                                       | 8           | 6.99%  | 310,154     |
| يهدوت هتوراه، اغودات يسرائيل، ديغل هتوراه                                                  | 7           | 6.06%  | 268,775     |
| يمينا - بقيادة ايليت شكد (تحالف احزاب اليمين:البيت اليهودي، اليمين الجديد، الاتحاد القومي) | 7           | 5.87%  | 260,655     |
| حزب العمل- غيشر بقيادة عمير بيرتس واورلي ليفي ابي كسيس                                     | 6           | 4.80%  | 212,782     |
| المعكسر الديمقراطي (تحالف ميرتس مع ايهود براك)                                             | 5           | 4.34%  | 192,495     |

## الخلفية
صوتت الكنيست الاسرائيلية يوم 29 مايو2019 على حل نفسها والتوجه لانتخابات مبكرة جديدة، وهذا بعد أقل من شهر على انعقادها رسمياً.
كانت الانتخابات للكنيست الواحدة والعشرين والمنعقدة في 9 أبريل 2019، قد تمخضت عن فوز حزب الليكود بقيادة نتنياهو بفرصة تشكيل الائتلاف الحكومي، الا انه وبعد مضي 42 يوماً وهي الفترة المحددة في القانون لتشكيل الائتلاف، فشل نتنياهو بتوقيع اتفاقيات ائتلافية تضمن له الاغلبية في الكنيست. وفق القانون الإسرائيلي، في هذه الظروف يمكن لرئيس الدولة تكليف رئيس حزب آخر بمهمة تشكيل الحكومة، الا ان حزب الليكود ونتنياهو فضلوا تمرير قانون بحل الكنيست والتوجه لانتخابات جديدة، وقد مر القانون بالاغلبية يوم 29 وليلة 30 مايو 2019، ولأول مرة في إسرائيل تجرى انتخابات تشريعية لاكثر من مرة في نفس العام.
يأتي فشل نتنياهو في تشكيل الحكومة بعد أزمة مع افيغدور ليبرمان رئيس حزب يسرائيل بيتنو، والذي بات حزبه الحائز على خمسة مقاعد مصيرياً لترجيح كفة نتنياهو، حيث أصر على تغيير نص اقتراح قانون التجنيد العسكري وفرضه على اليهود المتدينين تمامً كالفئات الإسرائيلية الأخرى، الامر الذي تعارضه بشده الاحزاب المتدينة الشريكة لنتنياهو في ائتلاف اليمين. واتهم بنيامين نتنياهو، في أعقاب حل الكنيست، أفيغدور ليبرمان، بـ"إجبار الجميع على خوض انتخابات جديدة غير ضرورية، من أجل حساباته الشخصية"، في حين قال رئيس حزب "يسرائيل بيتينو"، أفيغدور ليبرمان: إننا نتجه لانتخابات جديدة بسبب تعنّت الليكود وإصراره على تحويل الدولة لدولة إكراه ديني بالشراكة مع الأحزاب الحريدية، ولن نكون شركاء بحكومة من هذا النوع. الليكود فشل مجددا بتشكيل الحكومة. لم نتوصل لأي اتفاق بأي موضوع".

## الأحزاب المتنافسة
(الاحزاب التي يتوقع لها الحصول اجتياز نسبة الحسم، وفق استطلاعات الرأي 8/2019)
- الليكود بقيادة بنيامين نتنياهو
- أزرق أبيض (كحول لفان) بقايدة بني غانتس
- يمينة (ائتلاف أحزاب اليمين)، بقيادة أيليت شكد.
- إسرائيل بيتنا بقيادة أفيغدور ليبرمان.
- القائمة المشتركة بقيادة أيمن عودة.
- المعكسر الديمقراطي (تحالف بين حزب ميرتس وإيهود براك) بقيادة نيتسان هوروفيتس.
- شاس بقيادة أريه درعي.
- يهدوت هتورا، بقيادة يعقوب ليتسمان.
- العمل- غيشر، تحالف بين حزب العمل بقيادة عمير بيرتس وحزب غيشر بقيادة اورلي ليفي.